# Sean Mooney
Sean Mooney (nacido el 21 de mayo de 1959) es un antiguo World Wrestling Federation play-by-play locutor. Ahora trabaja como presentador para KVOA, la filial de NBC en Tucson, Arizona y la National Wrestling Alliance.  Nació en Rochester, Nueva York .

## Carrera WWF
Mooney debutó en la edición del 15 de mayo de 1988 de WWF Wrestling Challenge , reemplazando al locutor Craig DeGeorge.
Durante su tiempo en la WWF, las tareas principales de Mooney incluyeron el anuncio de juego por juego para los partidos transmitidos en Prime Time Wrestling, WWF Mania, WWF All-American Wrestling, como anfitrión de los lanzamientos de Coliseum Video (donde también proporcionó comentarios para "exclusivos" partidos), y presentando el segmento "Centro de eventos" durante los programas de televisión sindicados de WWF , como WWF Superstars y WWF Wrestling Challenge. El "Centro de eventos" fue un segmento utilizado para promover peleas y espectáculos en casa. Durante un momento donde el terremoto aplastó a Jake Roberts'Damian, la mascota', se hicieron cortes a Mooney en el "Centro de eventos" para censurar los momentos de impacto. Mooney hizo su debut de pago por visión en el primer SummerSlam en agosto de 1988 como entrevistador. 
En ocasiones, Mooney retrató a sus hermanos ficticios, una hermana gemela idéntica llamada Betty en Prime Time Wrestling (junto con luchadores de tacones como Sensational Sherri) y el hermano gemelo idéntico Ian Mooney mientras co-presentaba Wrestling Spotlight . Las últimas apariciones importantes de Mooney fueron en la serie Survivor Series de 1992 y en los primeros episodios de WWF Monday Night Raw, con su última aparición real en WWF TV como presentador del programa de cuenta regresiva para WrestleMania IX. En abril de 1993, su contrato expiró y optó por no renovarlo. Fue reemplazado por Todd Pettengill como entrevistador y personalidad del Centro de Eventos y por Gorilla Monsoon en WWF Mania y WWF All-American Wrestling para juego por juego.

#### Posteriores apariciones
Volvió a aparecer en la televisión de WWE en octubre de 2005, durante el pre-show de Raw ' 's regreso a casa ' a la Red de EE. UU. . El pre-show simplemente atravesó algunos momentos pasados de RAW en USA Network, con varias personas involucradas con la WWE durante los primeros años de Monday Night Raw, incluido Mooney, compartiendo sus recuerdos de la WWE durante ese período.
Mooney volvió una vez más a la WWE el 23 de julio de 2012 para el episodio número 1,000 de Raw al entrevistar a Daniel Bryan en el backstage.
Mooney regresó nuevamente a la edición "Old School" de The Edge y Christian Show That Totally Reeks Of Awesomeness y más tarde en un lanzamiento en DVD de 2017 llamado WWE Unreleased 1986-1995 co-hosting con Charly Caruso. Mooney también apareció en la celebración de los 25 mejores momentos crudos que se mostró en WWE Network el 15 de enero de 2018.

## Carrera no WWF
Mooney trabajó como presentador y productor en cámara para Major League Baseball Productions a principios de la década de 1980 antes de trabajar para la WWF. Después de esto, se convirtió en presentador de WWOR-TV, con sede en Secaucus, Nueva Jersey. Trabajó allí hasta 1997, cuando fue reemplazado por Ernie Anastos. Se mudó ese año a WBZ en Boston, donde se desempeñó como presentador por poco menos de un año.
Mooney ha sido reportero de Fox Sports Arizona desde julio de 2000, centrándose en el fútbol y el baloncesto de la Universidad de Arizona. En 2010, presentó la cobertura de Fox Sports de Rugby en todo el mundo y el campamento Rugbyville USA en Glendale, Colorado .
Fue contratado por KVOA TV en 2012 para convertirse en presentador de noticias de fin de semana para News 4 Tucson. También presenta un pódcast en MLW Radio Network llamado Prime Time con Sean Mooney, que fue copresentado por el exluchador de la WWE "Hacksaw" Jim Duggan durante sus primeros 18 episodios.
El 13 de julio de 2018, se anunció que Mooney comentará la transmisión ALL IN con Don Callis, Ian Riccaboni , Excalibur, Alicia Atout, Justin Roberts y Bobby Cruise.
El 27 de enero de 2020 se anunció que Mooney se uniría al equipo de transmisión de la National Wrestling Alliance. Debutó en el episodio del 28 de enero de NWA Power entrevistando a Nick Aldis.